# 泥亀釜利谷線
泥亀釜利谷線（でいきかまりやせん）は、横浜市の都市計画道路である。
都市計画道路としての名称は横浜国際港都建設計画道路３・５・３号泥亀釜利谷線。
海の公園がある湾岸線沿いから、国道16号線方面へ連絡する路線である。

## 概要
金沢区瀬戸を起点として、金沢シーサイドラインに沿って海の公園を経由し、国道16号線君ヶ崎交差点から釜利谷町へと至る路線である。
2022年時点において全体の8割に当たる3,410ｍは整備が完了しており、残る金沢区寺前二丁目（文庫小学校前）〜寺前一丁目（旧国道16号）の区間は、横浜市の事業化対象に選定されている。規模は延長530ｍ標準幅員15ｍ（２車線、両側歩道）で、国道16号と金沢臨海部のアクセス性向上、および住宅密集地の延焼遮断帯や通学路としての効果が見込まれている。整備は横浜市立文庫小学校側から西へ進む形で行われる予定である。

### 路線データ
- 起点：横浜市金沢区瀬戸 帰帆橋交差点
- 終点：横浜市金沢区釜利谷町 釜利谷交番前交差点
- 延長：約4,200m

### 重複区間
- 国道16号旧道 （金沢土木事務所入口交差点 北側・君ヶ崎交差点）
- 笹下釜利谷道路（君ヶ崎交差点・釜利谷交番前交差点）

## 沿線構造物
- 野島公園駅 （金沢シーサイドライン）
- 海の公園南口駅 （金沢シーサイドライン）
- 海の公園
- まつかぜ公園
- 横浜市立文庫小学校
- 金沢文庫駅 （京浜急行）
- 金沢文庫大橋
- 釜利谷交番

## 接続・交差する路線
- 六浦平潟線 帰帆橋交差点
- 柴線 海の公園交差点
- 国道16号線 君ヶ崎交差点
- 横浜逗子線 釜利谷交番前交差点

## 交差する鉄道・河川
- 金沢シーサイドライン
- 京浜急行電鉄本線
- 宮川左支川